# Aerosmith Video Scrapbook
Az Aerosmith Video Scrapbook az amerikai Aerosmith együttes videója, amely VHS kazettán jelent meg 1987-ben. A kiadványt a CBS/Fox Video kiadó jelentette meg. Az anyag 7 koncertfelvételt tartalmaz az 1976-ban rögzített Pontiac Silverdome stadionbeli koncertről, és további kettőt 1978-ból. Ezen kívül a Chip Away the Stone, a Chiquita és a Lightning Strikes dalokhoz készült promóciós videók is felkerültek a kiadványra, az együttessel és a családtagjaikkal készült interjúk mellett. Az Aerosmith Video Scrapbook lézerlemezen és DVD-n is megjelent. 1988 februárjában a RIAA adatai alapján aranylemez minősítést szerzett.

## Számlista
1. Toys In The Attic (koncertfelvétel - Pontiac Silverdome 1976)
2. Same Old Song and Dance (koncertfelvétel - Pontiac Silverdome 1976)
3. Chip Away the Stone (videóklip - a promóvideo koncertfelvétele a California Jam II fesztiválon készült 1978-ban.)
4. Draw The Line (koncertfelvétel - California Jam II 1978)
5. Dream On (koncertfelvétel - Largo, MD Capital Center 1978. november 9.)
6. Sweet Emotion (koncertfelvétel - Pontiac Silverdome 1976)
7. Chiquita (videóklip)
8. Lightning Strikes (videóklip)
9. Walk This Way (koncertfelvétel - Pontiac Silverdome 1976)
10. Adam's Apple (koncertfelvétel - Pontiac Silverdome 1976)
11. Train Kept A-Rollin' (koncertfelvétel - Pontiac Silverdome 1976)
12. SOS (koncertfelvétel - Pontiac Silverdome 1976)

## Közreműködők
- Tom Hamilton - basszusgitár
- Joey Kramer - dob
- Joe Perry - gitár
- Steven Tyler - ének
- Brad Whitford - gitár
- Jimmy Crespo - gitár
- Rick Dufay - gitár